# Marčan
Marčan je naselje u Republici Hrvatskoj, u sastavu Općine Vinica, Varaždinska županija. 

## Stanovništvo
Prema popisu stanovništva iz 2001. godine, naselje je imalo 624 stanovnika te 199 obiteljskih kućanstava. Prema popisu iz 2011. u naselju je obitavalo 598 stanovnika.
| broj stanovnika | 375   | 457   | 467   | 482   | 516   | 585   | 615   | 554   | 554   | 590   | 597   | 640   | 613   | 652   | 624   | 598   | 510   |
|                 | 1857. | 1869. | 1880. | 1890. | 1900. | 1910. | 1921. | 1931. | 1948. | 1953. | 1961. | 1971. | 1981. | 1991. | 2001. | 2011. | 2021. |

## Spomenici i znamenitosti
- dvorac Opeka, zaštićeno kulturno dobro
- arboretum Opeka, u sklopu perivoja oko dvorca, zaštićeno kulturno dobro
- crkva sv. Marka evanđelista, zaštićeno kulturno dobro